# Marcus Eriksson (Eishockeyspieler, 1990)
Marcus Eriksson (* 11. Februar 1990) ist ein ehemaliger luxemburgischer Eishockeyspieler, der über viele Jahre bei Tornado Luxembourg in der vierten französischen Liga spielte.

## Karriere
Marcus Eriksson begann seine Karriere bei Tornado Luxembourg, wo er mit Ausnahme der Jahre 2010 bis 2012, als er seine Karriere unterbrach, zwischen 2008 und 2020 spielte. Er wurde überwiegend in der französischen Division 3, der vierthöchsten Spielklasse des Landes, eingesetzt, spielte 2012/13 aber auch in der luxemburgischen Liga.

### International
Für Luxemburg nahm Eriksson an den Welttitelkämpfen der Division III 2014, als er zum besten Spieler seiner Mannschaft gewählt wurde, 2015, 2016, 2017 und 2019 teil. Bei der Weltmeisterschaft 2018 spielte er für die Moselfranken in der Division II.

## Erfolge und Auszeichnungen
- 2017 Aufstieg in die Division II, Gruppe B, bei der Weltmeisterschaft der Division III